# 1. soška armada (Avstro-Ogrska)
Za druge 1. armade glejte 1. armada.
1. soška armada (izvirno nemško 1. Isonzo-Armee) je bila armada k.u.k. Heera med prvo svetovno vojno.

## Zgodovina
Armada je bila ustanovljena 23. avgusta 1917 in do ukinitve 1. junija 1918 je delovala na italijanski fronti.

## Vodstvo
Poveljniki
- generalpolkovnik Wenzel von Wurm: 23. avgust 1917–1. junij 1918